# Webb Subglacial Trench
Webb Subglacial Trench är en dal i Antarktis. Den ligger i Östantarktis. Australien gör anspråk på området.